# Орден Партизанської зірки (Югославія)
Орден Партизанської зірки (сербохорв. Орден Партизанске звезде / Orden Partizanske zvijezde, мак. Орден на Партизанската звезда, словен. Red Partizanske zvezde) — військова нагорода Соціалістичної Федеративної Республіки Югославії, одна з перших військових нагород. Вручалася учасникам Народно-визвольної війни Югославії за виявлені в боях хоробрість та вміле командування військами.

## Опис
Орден був заснований наказом Йосипа Броза Тіто, верховного головнокомандувача Народно-визвольної армії та Партизанських загонів Югославії від 15 серпня 1943 року. Залежно від типу проявлених особистісних якостей кавалер нагороджувався різними орденами: так, орден І ступеня присуджувався спочатку за вміле командування і видатні заслуги в боротьбі, орден ІІ ступеня — за хоробрість і подвиг воїна, а орден ІІІ ступеня — за хоробрість і самопожертву. Авторами зовнішнього вигляду ордену були художник Джордже Андреєвич-Кун і скульптор Антун Августинчич. Перші екземпляри були виготовлені на Московському монетному дворі. Після війни їх почали виготовляти у Загребі.
Указом 1 березня 1961 року ступеня ордена Партизанської зірки отримали нові найменування: І ступінь — із золотим вінком, ІІ ступінь — із срібним вінком, ІІІ ступінь — із рушницями. Нагородження проводилося з 7 вересня 1944 року; у 1980 році було зроблено останнє нагородження орденом із золотим вінком (разом 627 громадян Югославії), у 1972 році — орденом із срібним вінком (1531 людина), у 1973 році — орденом із рушницями (всього 10 384 кавалерів).